# The Kinks
The Kinks va ser un grup musical anglès format a Londres en la dècada del 1960 pels germans Ray i Dave Davies. Des dels seus primers temps estaven molt influenciats pel rock and roll i el rhythm and blues estatunidencs.

## Trajectòria
El 1964 van aconseguir el seu primer número 1 en les llistes britàniques amb «You Really Got Me», la seva cançó més emblemàtica, donant-se a conèixer com a part de la «invasió britànica» als Estats Units (num. 7 al Billboard) 
Aquesta cançó és una de les més significatives de la dècada dels 60 i el seu so és considerat precursor del rock dur. L'evolució com compositor de Ray Davies va dur el grup a una segona època amb un so molt més britànic i pop, que els va proporcionar èxits com «Sunny Afternoon» o «Waterloo Sunset». Els seus treballs en aquests anys han exercit gran influència en moviments tan distints com el glam rock, el punk, la new wave, a pesar que, en termes de popularitat i suport de la seva discogràfica, sempre van estar a l'ombra de The Beatles, The Rolling Stones o The Who. El 1970, després d'un període de menor presència en les llistes, van obtenir el seu últim número 1 al Regne Unit amb el single «Lola». Els seus problemes amb la discogràfica Pye Records els va dur a signar per RCA, iniciant una fase caracteritzada pel rock amb tints teatrals i cada vegada menor notorietat. El grup va passar a un segon pla a causa de la falta de suport promocional, principalment al seu país, cosa que va fer que s'assentessin als Estats Units. Allà van signar amb Arista Records, discogràfica amb la qual van gaudir d'un nou període d'èxit en el canvi de dècada i els primers anys de la dècada del 1980, èxit que no es va tornar a repetir fins a la seva separació el 1997.

## Discografia

### Àlbums d'estudi
- The Kinks (Pye, 1964)
- Kinda Kinks (Pye, 1965)
- The Kink Kontroversy (Pye, 1965)
- Face to Face (Pye, 1966)
- Something Else By The Kinks (Pye, 1967)
- The Kinks Are the Village Green Preservation Society (Pye, 1968)
- Arthur (Or the Decline and Fall of the British Empire) (Pye, 1969)
- Lola versus Powerman and the Moneygoround, Part One (Pye, 1970)
- Percy (Banda sonora) (Pye, 1970)
- Muswell Hillbillies (RCA, 1971)
- Everybody's in Show-Biz (RCA, 1972)
- Preservation Act 1 (RCA, 1973)
- Preservation Act 2 (RCA, 1974)
- Soap Opera (RCA, 1975)
- Schoolboys in Disgrace (RCA, 1976)
- Sleepwalker (Arista, 1977)
- Misfits (Arista, 1978)
- Low Budget (Arista, 1979)
- Give the People What They Want (Arista, 1981)
- State of Confusion (Arista, 1983)
- Word of Mouth (Arista, 1984)
- Think Visual (London, 1986)
- UK Jive (London, 1989)
- Phobia (London, 1993)

### Directes
- Live at Kelvin Hall (Pye, 1968)
- One for the Road (Arista, 1980)
- The Road (London, 1988)
- To the Bone (Konk, 1994 / Guardian, 1997)

### Principals recopilatoris
- The Kinks ("The Black Album") (Pye, 1970)
- The Kink Kronikles (Reprise, 1972)
- The Great Lost Kinks Album (Reprise, 1973)
- The Kink's Greatest - Celluloid Heroes (RCA, 1976)
- Come Dancing with The Kinks - The Best of The Kinks 1977-1986 (Arista, 1986)
- The Album that Never Was (PRT, 1987)
- The EP Collection Vol. 1 & 2 (See For Miles, 1990/91)
- Fab Forty: The Singles Collection 1964-1970 (Charly, 1990)
- Lost and Found (1986-1989) (MCA, 1991)
- BBC Sessions 1964-1977 (Sanctuary, 2001)
- The Ultimate Collection (Sanctuary, 2002)